# Joaquín Xaudaró
Joaquín Xaudaró y Echau (Vigan, 17 de agosto de 1872-Madrid, 1 de abril de 1933) fue un dibujante, ilustrador y caricaturista español, que trabajó para la prensa ilustrada de la época en publicaciones como Madrid Cómico, Gedeón, Blanco y Negro y ABC, donde aportó caricaturas, portadas y tiras cómicas.

## Biografía
Nació el 17 de agosto de 1872 en Vigan en Filipinas (aún una posesión española), aunque su familia era aragonesa de origen. Su familia se trasladó a Barcelona en 1883. Xaudaró fue educado en París y Londres.

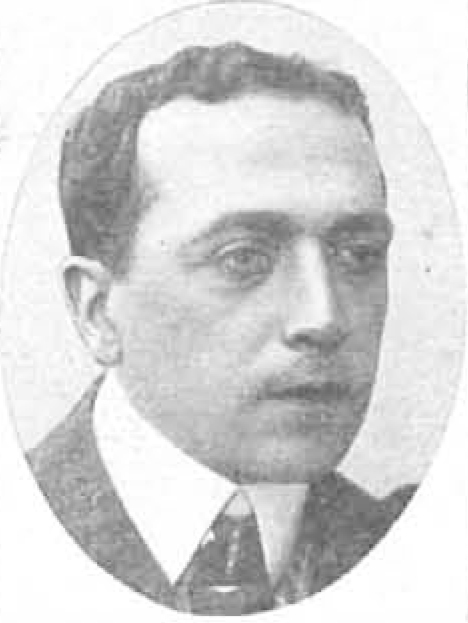
Fotografiado hacia 1905

Colaboró con publicaciones de Prensa Española, como Blanco y Negro y ABC. Durante su primera época dibujó para Madrid Cómico, La Saeta, Gedeón y Barcelona Cómica, utilizando de vez en cuando el seudónimo «J. O'Raduax» ("Xaudaró" escrito al revés).
Entre 1907 y 1914 dibujó para el periódico parisino Le Rire. Sus viñetas diarias para ABC le dieron fama, conteniendo  cada una un pequeño perro particular que pronto se conoció como "perrito de Xaudaró". Como ilustrador de libros, trabajó tomos de Les conteurs joyeux (publicado en París) y Los viajes morrocotudos de Juan Pérez Zúñiga. Entre 1917 y 1921 realiza sus primeras películas de dibujos animados, La fórmula del Doctor Nap y Aventuras de Jim Trot, y, en 1930, Un discípulo de caco.

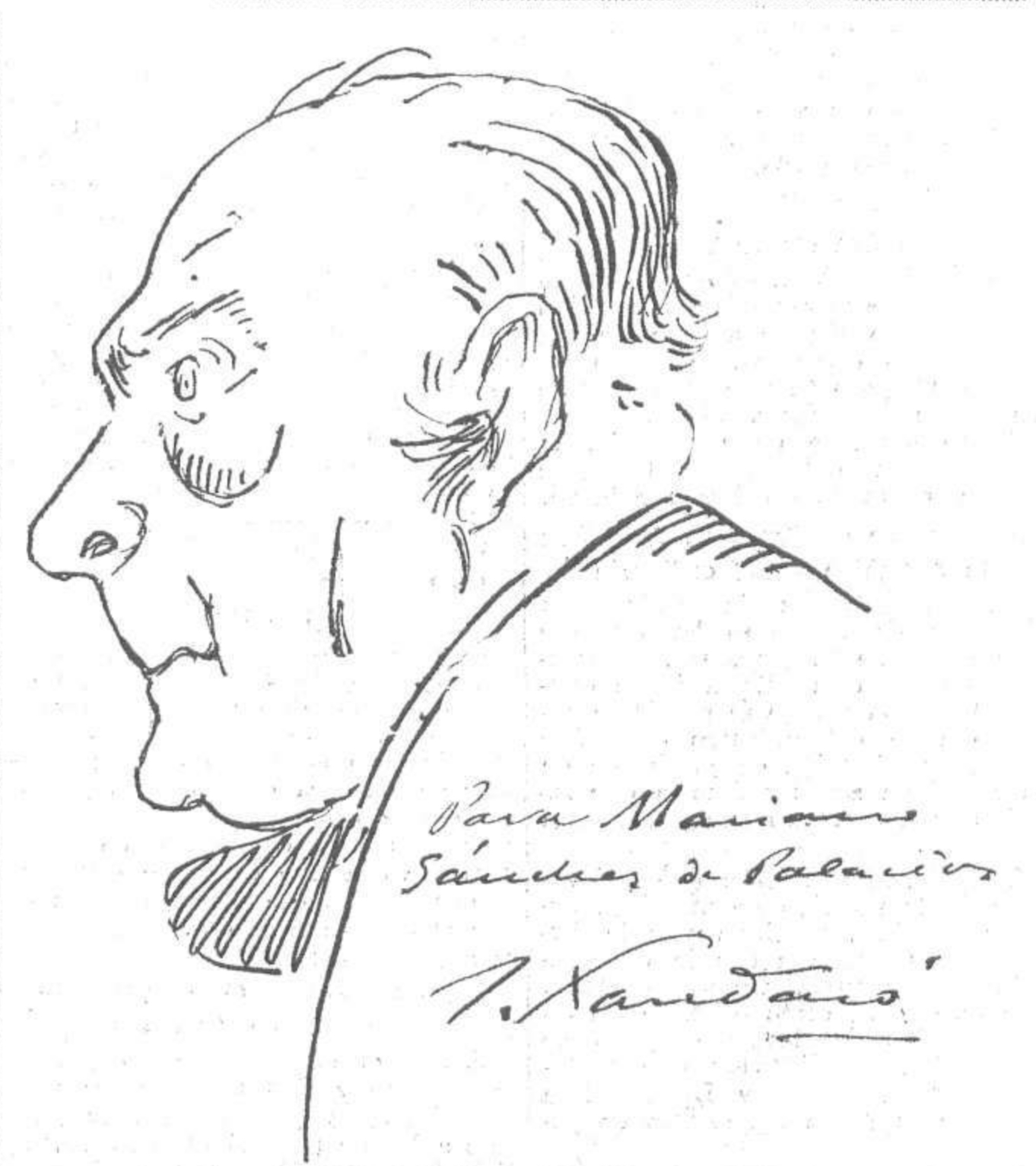
Autorretrato (Heraldo de Madrid, 1928)

Fue famoso por sus dibujos que tratan de las nuevas tecnologías de su tiempo –publicó un volumen de historietas llamado Los peligros del vuelo (Les péripéties de l'aviation, Garnier Frères, París, 1911)– sirven como una conexión importante entre los mundos de la ilustración del siglo XIX y la del siglo XX. Sus observaciones respecto a la cultura y la tecnología contemporánea, con un sentido del humor refinado pero penetrante, son evidentes en historietas como "El telégrafo sin hilos," "Un retrato futurista", "El auto que pasa," "Despertar en Biarritz," "El leopardo inglés en Spyon-Kop".
Colecciones de ilustraciones incluyen Los Sports y Xaudaró: Tomos de Chistes (ca. 1932), una colección de su trabajo que había sido publicado en Blanco y Negro a finales del siglo XIX. Xaudaró también hizo trabajo escenográfico para una producción de Madama Butterfly y también colaboró en una película animada con el dibujante K-Hito (seudónimo de Ricardo García López). Xaudaró murió en Madrid el 1 de abril de 1933 y un día más tarde fue enterrado en el cementerio de la Almudena.

## Valoración
En palabras de José María Candel Crespo en su libro Historia del dibujo animado español, se trata de un observador de la vida cotidiana con forma irónica y una crítica mordaz. Se le considera el iniciador del dibujo animado en España.

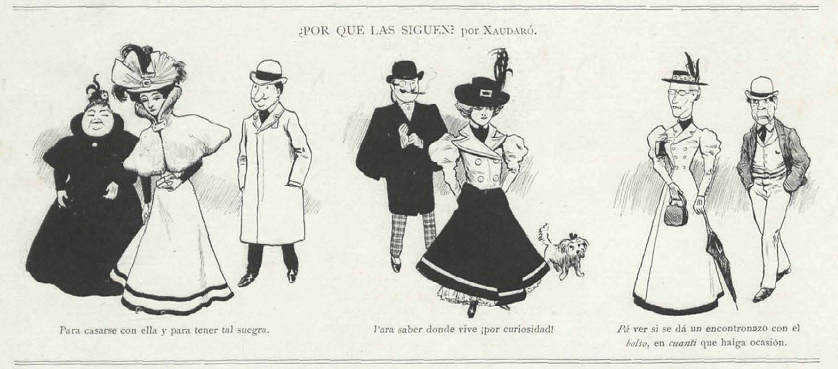
«¿Por qué las siguen?» (Álbum Salón, 1898)
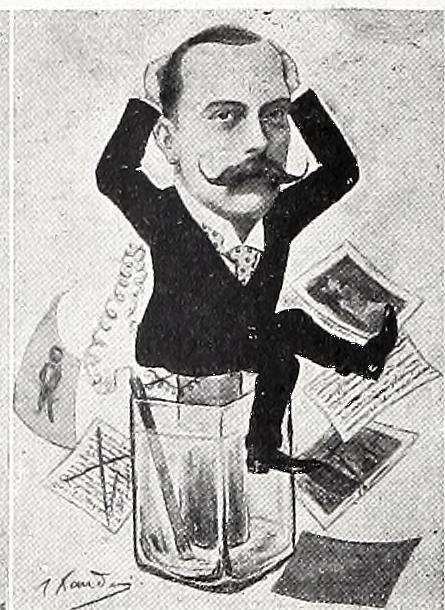
Torcuato Luca de Tena (Blanco y Negro, 1901)
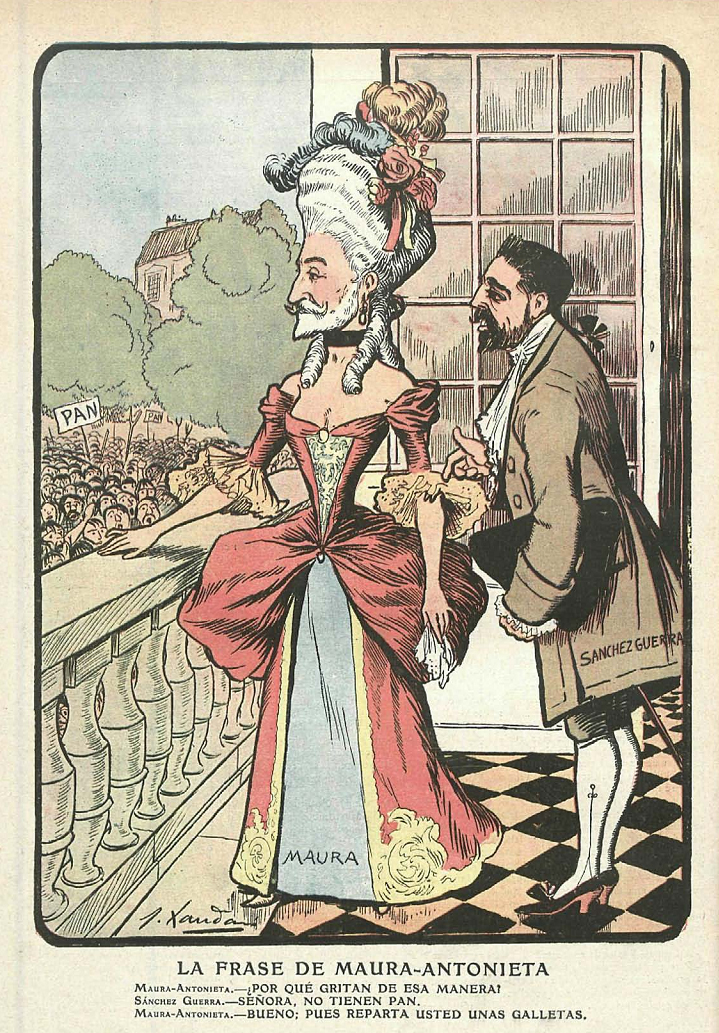
«La frase de Maura-Antonieta» (Gedeón, 1904)
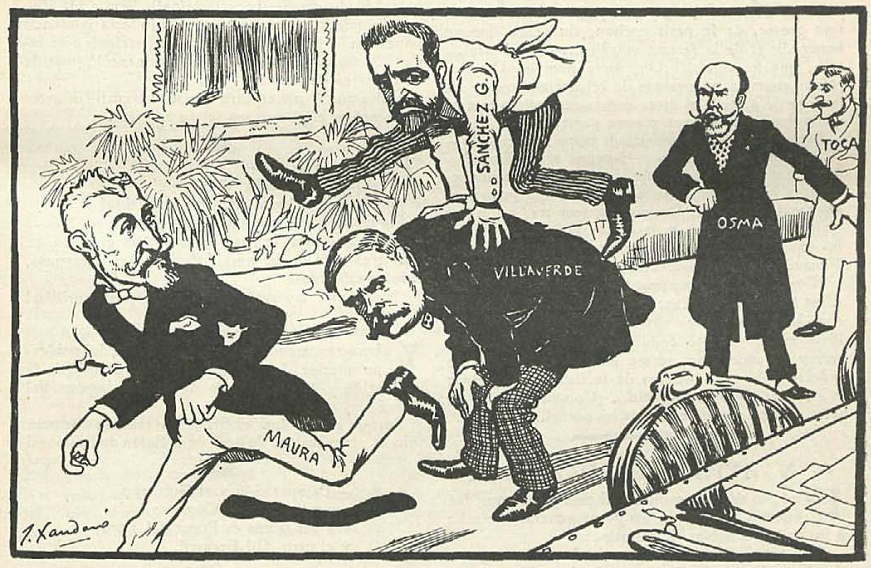
(Gedeón, 1904)
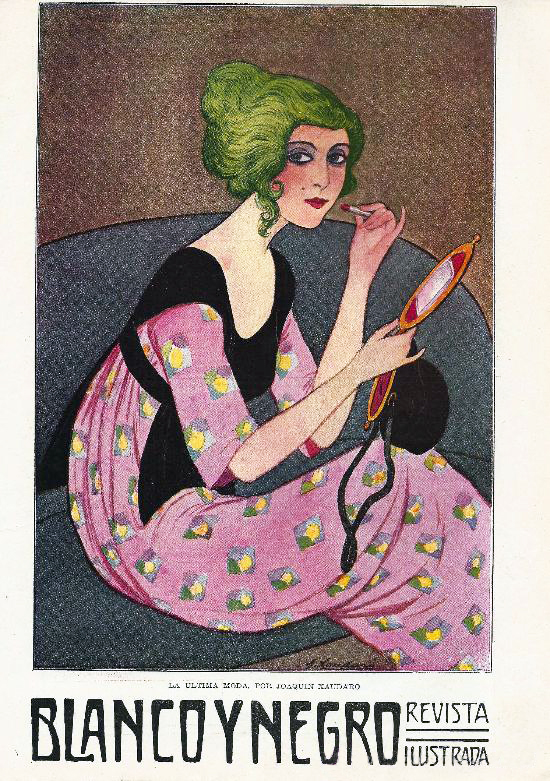
«La última moda» (Blanco y Negro, 1914)